# John Light
John Light (* 28. September 1974 in Birmingham) ist ein britischer Film-, Fernseh- und Theaterschauspieler.

## Leben
Light studierte an der London Academy of Music and Dramatic Art. In seinem Heimatland wurde er vor allem durch seine Rollen in modernen und klassischen Theaterstücken bekannt. Er war zwei Mal für den Ian Charleston Award der Sunday Times nominiert, der an junge Theaterschauspieler verliehen wird. Daneben sammelte er Bildschirmerfahrung in verschiedenen britischen Fernsehserien und -filmen, darunter in The Lion in Winter (2003) an der Seite von Glenn Close und Patrick Stewart und in der Roman-Verfilmung North & South. Eine Hauptrolle spielte er auch im deutschen Fernsehfilm Dresden (2006).
Seine erste große Kinorolle bekam er 2002 in Purpose, es folgten Rollen in Heights (2003) und Partition (2007). Seit 2013 übernimmt er eine wiederkehrender Rolle in der Serie Father Brown. Sein Schaffen für Film und Fernsehen umfasst mehr als 50 Produktionen.
Ab dem 5. Mai 2007 war er mit der Schauspielerin Neve Campbell verheiratet. 2010 gab Neve Campbell das Ende der Ehe bekannt. Er ist der Vetter dritten Grades des englischen Dichters Laurie Lee und des Regisseurs Jack Lee. Sein Vater John Light Senior ist pensionierter Rektor und war in der Vergangenheit Vorsitzender und Präsident der Gloucestershire Exiles.

## Filme (Auswahl)
- 2001: Investigating Sex (Investigating Sex)
- 2001: Love in a Cold Climate
- 2001: Band of Brothers – Wir waren wie Brüder (Band of Brothers)
- 2002: Purpose
- 2003: Johannes XXIII. – Für eine Welt in Frieden (Il papa buono)
- 2003: The Lion in Winter
- 2003: Wes Craven präsentiert Dracula II – The Ascension (Dracula II: Ascension)
- 2003: Cambridge Spies
- 2004: North & South (North & South)
- 2005: Heights
- 2005: God’s Army IV – Die Offenbarung (The Prophecy: Uprising)
- 2005: God’s Army V – Die Apokalypse (The Prophecy: Forsaken)
- 2006: Dresden
- 2007: Partition
- 2011: Albert Nobbs
- 2012: Agent Hamilton 2 – In persönlicher Mission (Hamilton: Men inte om det gäller din dotter)
- 2013: Vera – Ein ganz spezieller Fall (Vera, Fernsehserie, 1 Folge)
- seit 2013: Father Brown (Fernsehserie, 13 Folgen)
- 2019: Inspector Barnaby – Schmetterlinge sterben früh (Staffel 20, Folge 2)
- 2021: In 80 Tagen um die Welt (Around The World In 80 Days, Fernsehserie, Folge 7)